# Anders Petter Åkerberg
Anders Petter Åkerberg, född 4 maj 1809 i Långaryds socken, Jönköpings län, död 12 november 1862 i Stockholm, var en  svensk gravör.
Åkerberg utbildade sig först till bokbindare men övergick på 1840-talet till gravörverksamhet. År 1847 ingav han till Rikets ständers bank ett prov på ett förbättrat sedelmynt som befanns vara vida mer betryggande mot efterapning än de dåvarande sedelmynten. Några av hans förslag kom senare att användas vid nyutgivning av sedlar. Åkerberg är begravd på Norra begravningsplatsen utanför Stockholm.